# Чужий (фільм, 1988, Ризька кіностудія)
«Чужий» («Svešais») — радянський художній фільм 1988 року, знятий режисером Луцією Лочмеле на Ризькій кіностудії.

## Сюжет
Зигіс із батьком живуть удвох, без матері. Для хлопчика немає людини краще, ніж батько, але тільки коли він тверезий, а це трапляється все рідше. У розпачі він звертається за допомогою до знахарки, але дорогою додому випадково розбиває банку з чудодійним зіллям, яке мало допомогти батькові. Разом із банкою розбивається і остання надія хлопчика.

## У ролях
- Чеслав Глауданс — Зігіс
- Арніс Ліцитіс — батько Зігіса
- Юріс Стренга — роль другого плану
- Марта Берзіня — роль другого плану
- Лігіта Девіца — роль другого плану
- Анета Шиманска — роль другого плану
- Майя Кірсе — роль другого плану
- Ілга Томасе — роль другого плану
- Харальд Топсіс — роль другого плану
- Андріс Морканс — роль другого плану
- Юріс Барткевічс — роль другого плану
- Роландс Кумпіньш — роль другого плану
- Вікторс Честновс — роль другого плану

## Знімальна група
- Режисер — Луція Лочмеле
- Сценаристи — Алвіс Лапіньш, Маріс Путніньш
- Оператор — Раймонд Рітумс
- Композитор — Юріс Карлсонс
- Художник — Віктор Шільдкнехт